# إلينا دل مونتينيغرو
إلينا دل مونتينغرو (بالإيطالية: Elena del Montenegro)، أي إلينا من الجبل الأسود (8 يناير 1873 ـ 28 نوفمبر 1952) هي ملكة إيطاليا بين عامي 1900 و1946، بصفتها زوجة الملك فيكتور عمانويل الثالث ملك إيطاليا.

## مولدها

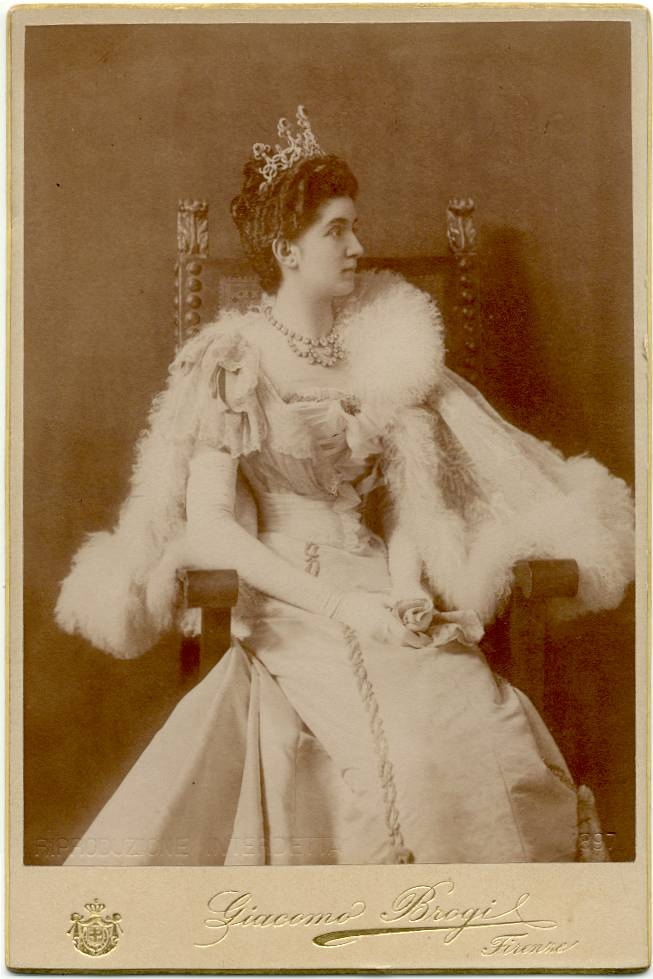
الأميرة إلينا في سنة 1897، بعد أشهر من زواجها من الأمير فيكتور عمانويل

ولدت إلينا بتروفيتش-نييغوش (بالصربية: Jelena Petrović-Njegoš) في 8 يناير 1873 في ستنيي، عاصمة ما كان يسمى آنذاك بإمارة الجبل الأسود (تحولت إلى مملكة الجبل الأسود سنة 1910 على يد الملك نيقولا الأول)، وهي ابنة نيقولا الأول ملك الجبل الأسود من زوجته ميلينا فوكوتيتش.

## إلينا ملكة لإيطاليا
في 24 أكتوبر 1896 تزوجت إلينا من الأمير الإيطالي فيكتور عمانويل وتحولت إلى الكاثوليكية. وقد تسبب تغيير إلينا لملتها في غضب شديد لدى أمها، التي رفضت لذلك حضور حفل الزفاف الذي أقيم في روما. أصبحت إلينا لاحقًا ملكة لإيطاليا عندما تولى زوجها العرش ـ تحت اسم فيكتور عمانويل الثالث ـ سنة 1900، ثم أضيف إلى ألقابها الملكية لقب إمبراطورة إثيوبيا القرينة عقب غزو إيطاليا الفاشية لإثيوبيا سنة 1936، ثم لقب ملكة ألبانيا القرينة عقب احتلال ألبانيا سنة 1939، غير أن هذين اللقبين ما لبثا أن أُسقطا بعد أن تخلى زوجها رسميًا عن اللقبين المناظرين سنة 1943.
في سنة 1941، نجحت إلينا دل مونتينيغرو في التأثير على زوجها لدفع رئيس وزرائه بنيتو موسوليني لتأسيس مملكة الجبل الأسود المستقلة، وفي سنة 1943 نجحت في دفع الألمان إلى إطلاق سراح الأمير ميخائيل ـ ابن شقيقهاـ وزوجته الفرنسية جنيفييف، اللذين اعتُقلا بعد رفض ميخائيل أن يُتوج ملكًا تحت الحماية الإيطالية.

## أعمالها الخيرية

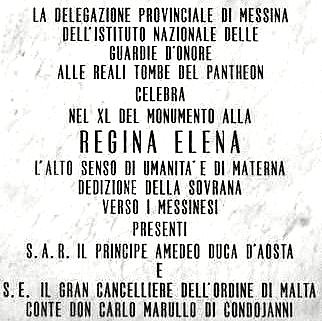
لوحة تخلد دور الملكة إلينا في إغاثة منكوبي زلزال مسينا

ارتفعت شعبية إلينا بعد ظهور صور لها وهي تساعد في جهود الإغاثة في أعقاب الزلزال المدمر الذي ضرب مدينة مسينا في 28 ديسمبر 1908. وفي أثناء الحرب العالمية الأولى عملت الملكة إلينا بتمريض جرحى الحرب، وقامت ـ بمساعدة الملكة الأم ـ بتحويل قصر كيرينالي وفيللا مارغريتا إلى مستشفيين، وابتكرت فكرة بيع صورها الموقّعة لصالح المجهود الحربي، وعقب انتهاء الحرب، اقترحت الملكة إلينا بيع كنوز التاج لسداد ديون الحرب.
صارت إلينا أول مراقب لشؤون الممرضات المتطوعات في الصليب الأحمر الإيطالي، وشغلت هذا الموقع بين عامي 1911 و1921، وقد درست الطب وحصلت على شهادة شرفية في الطب، وعملت على تمويل عدة مؤسسات خيرية لرعاية مرضى التهاب الدماغ والسل وقدامى المحاربين والأمهات الفقيرات، وشجعت التعليم والتدريب الطبيين والأبحاث المتعلقة بشلل الأطفال والشلل الرعاشي والسرطان.
في 15 أبريل منحها البابا بيوس الثاني عشر وسام «وردة المسيحية الذهبية»، وهو أرفع تكريم كان يُمنح آنذاك لسيدة كاثوليكية، وقد وصفها البابا بيوس الثاني عشر ـ في برقية عزاء أرسلها إلى ابنها أومبرتو الثاني عقب وفاتها ـ بأنها «سيدة العمل الخيري».
في سنة 1939، وبعد ثلاثة أشهر من غزو ألمانيا النازية لبولندا وإعلان كل من المملكة المتحدة وفرنسا الحرب، أرسلت إلينا رسائل إلى ست ملكات أوروبيات لدول كانت آنذاك على الحياد (هي الدنمرك وهولندا ولوكسمبورغ وبلجيكا وبلغاريا ويوغسلافيا) تحثهن على السعي لتلافي نشوب حرب عالمية ثانية مأسوية.
في 25 يوليو 1943 أمر الملك فيكتور عمانويل الثالث بالقبض على بنيتو موسوليني، ثم غادر روما في 9 سبتمبر إلى مدينة برينديزي في الجنوب بمساعدة الحلفاء، ولحقت به زوجته الملكة إلينا في وقت لاحق، بينما نجح النازيون في القبض على ابنتهما مافالدا، التي اقتيدت إلى معسكر اعتقال بوخينفالت، حيث توفيت سنة 1944.
في 9 مايو 1946، تنازل فيكتور عمانويل الثالث عن العرش لابنه أومبرتو الثاني، وغادر إيطاليا مع زوجته إلينا إلى منفاه الأخير في مصر، وهناك استقبلهما فاروق الأول ملك مصر، واستقرا بمدينة الإسكندرية، حيث توفي فيكتور عمانويل في 28 ديسمبر 1947.

## أبناؤها

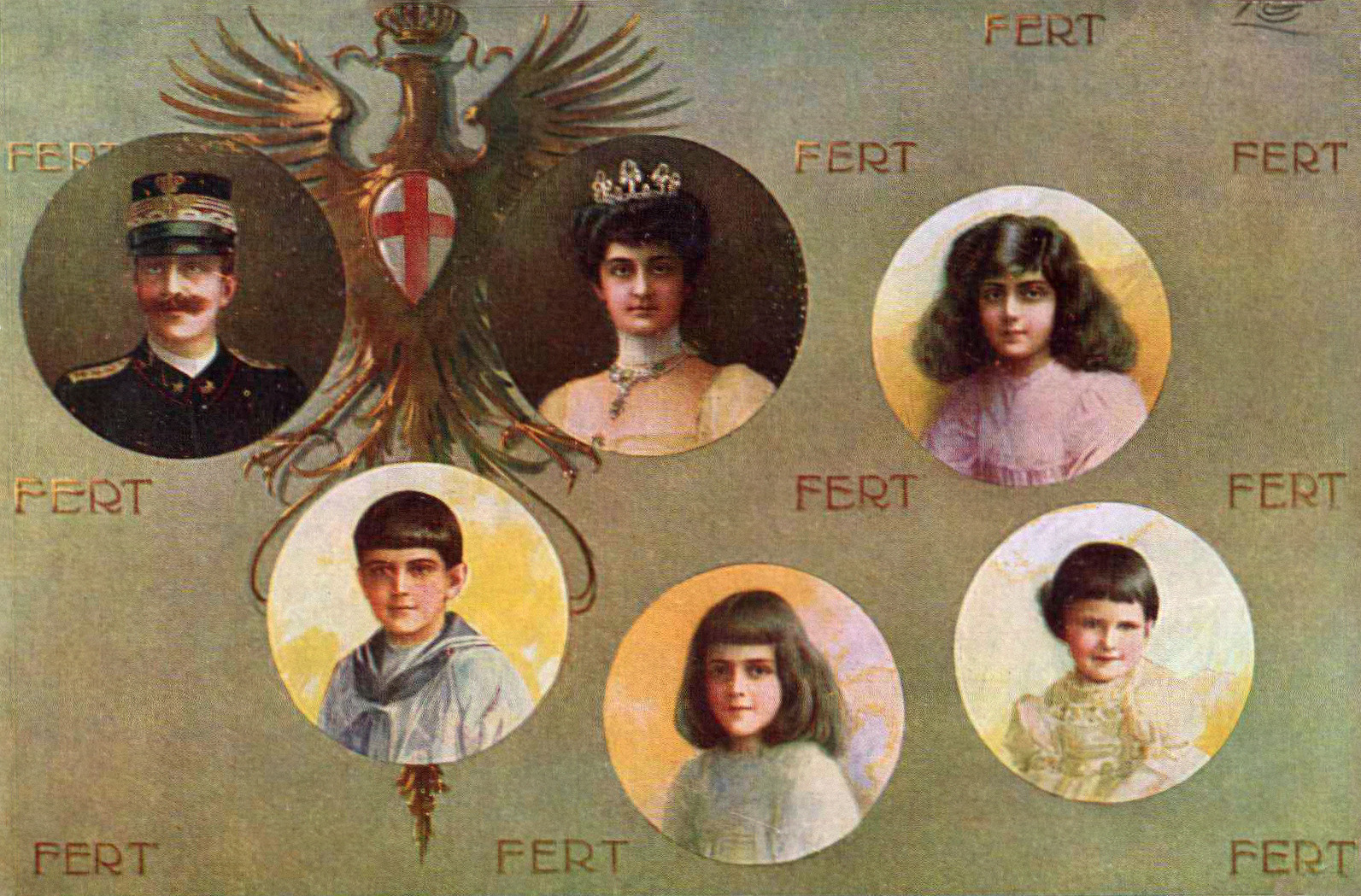
صور أفراد أسرة الملك فيكتور عمانويل سنة 1915، يظهر فيها الملك والملكة وأبناؤهما، باستثناء ابنتهما الصغرى الأميرة ماريا، التي كانت رضيعة آنذاك

- الأميرة يولاندا (1901 ـ 1986): تزوجت من الكونت جورجو كارلو كالفي، كونت بيرغولو.
- الأميرة مافالدا (1902 ـ 1944): تزوجت من الأمير فيليب أمير هسه، وتوفيت قي معسكر اعتقال بوخينفالت النازي في 27 أغسطس 1944.
- الأمير أومبرتو (1904 ـ 1983): آخر ملوك إيطاليا، تحت اسم أومبرتو الثاني.
- الأميرة جوفانا (1907 ـ 2000): تزوجت من بوريس الثالث ملك بلغاريا، وأنجبت منه سيميون قيصر بلغاريا ـ تحت الوصاية ـ بين عامي 1943 و1946، ثم رئيس وزرائها بين عامي 2001 و2005.
- الأميرة ماريا (1914 ـ 2001): تزوجت من الأمير لويجي دي بوربورن-بارما.

## ألقابها الملكية
- 8 يناير 1873 ـ 24 أكتوبر 1896: صاحبة السمو الأميرة إلينا أميرة الجبل الأسود.
- 24 أكتوبر 1896 ـ 29 يوليو 1900: صاحبة السمو الملكي أميرة نابولي.
- 29 يوليو 1900 ـ 9 مايو 1946: صاحبة الجلالة ملكة إيطاليا.
  - 9 مايو 1936 ـ 5 مايو 1941: صاحبة الجلالة الإمبراطورية إمبراطورة إثيوبيا.
  - 16 أبريل 1939 ـ 8 سبتمبر 1943: صاحبة الجلالة ملكة الألبان.
- 9 مايو 1946 ـ 28 نوفمبر 1952: صاحبة الجلالة الملكة إلينا ملكة إيطاليا، كونتيسة بولينزو.

## وفاتها

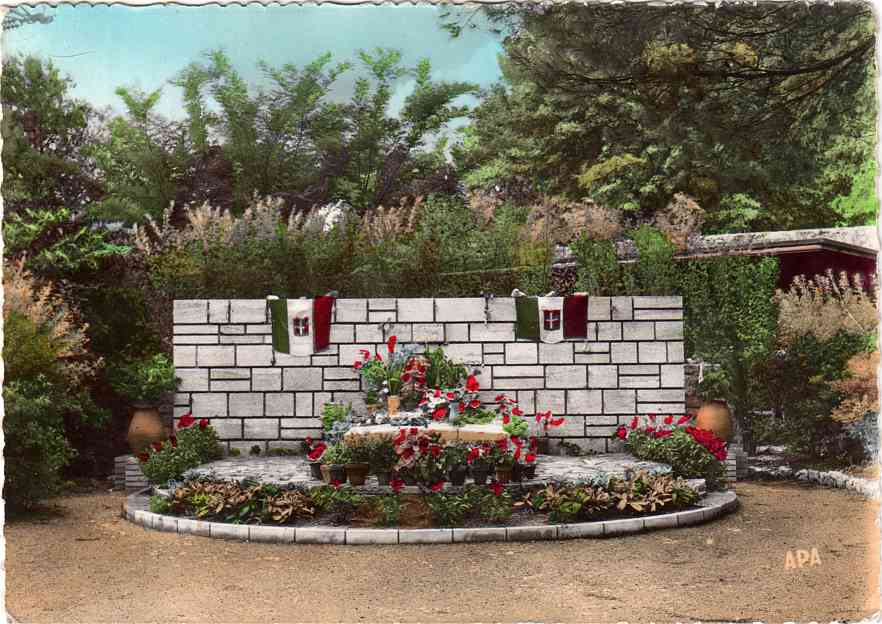
قبر الملكة إلينا في مونبلييه

أصيبت الملكة إلينا في أواخر حياتها بمرض السرطان، وخضعت للعلاج في مدينة مونبلييه الفرنسية على يد البروفيسور بول لامارك، حيث قضت آخر عامين من عمرها بفندق المتروبول في مونبلييه، وتوفيت في النهاية في 28 نوفمبر 1952 من جراء انصمام رئوي أصابها، ودُفنت في مقبرة سان لازار (بالفرنسية: Cimetière Saint-Lazare) في مونبلييه. وفي 15 ديسمبر 2017 تم إعادة جثمانها من فرنسا إلى إيطاليا ليدفن في كنيسة فيكوفورتي التذكارية بمدينة فيكوفورتي شمال إيطاليا بعد موافقة الحكومة الايطالية على إعادة جثمانها وجثمان زوجها الملك فيكتور إيمانويل الثالث الذي اعيد من مصر ودفن إلى جوارها بعد ثلاثة أيام.

## معرض صور

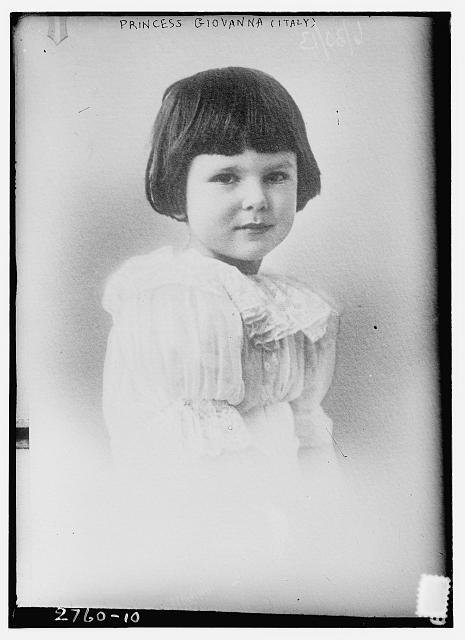
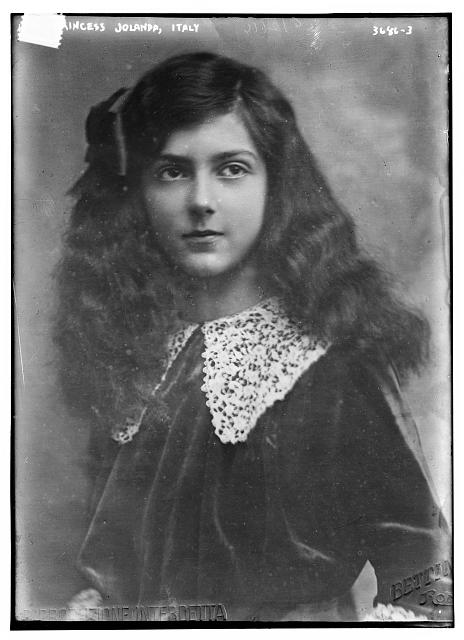
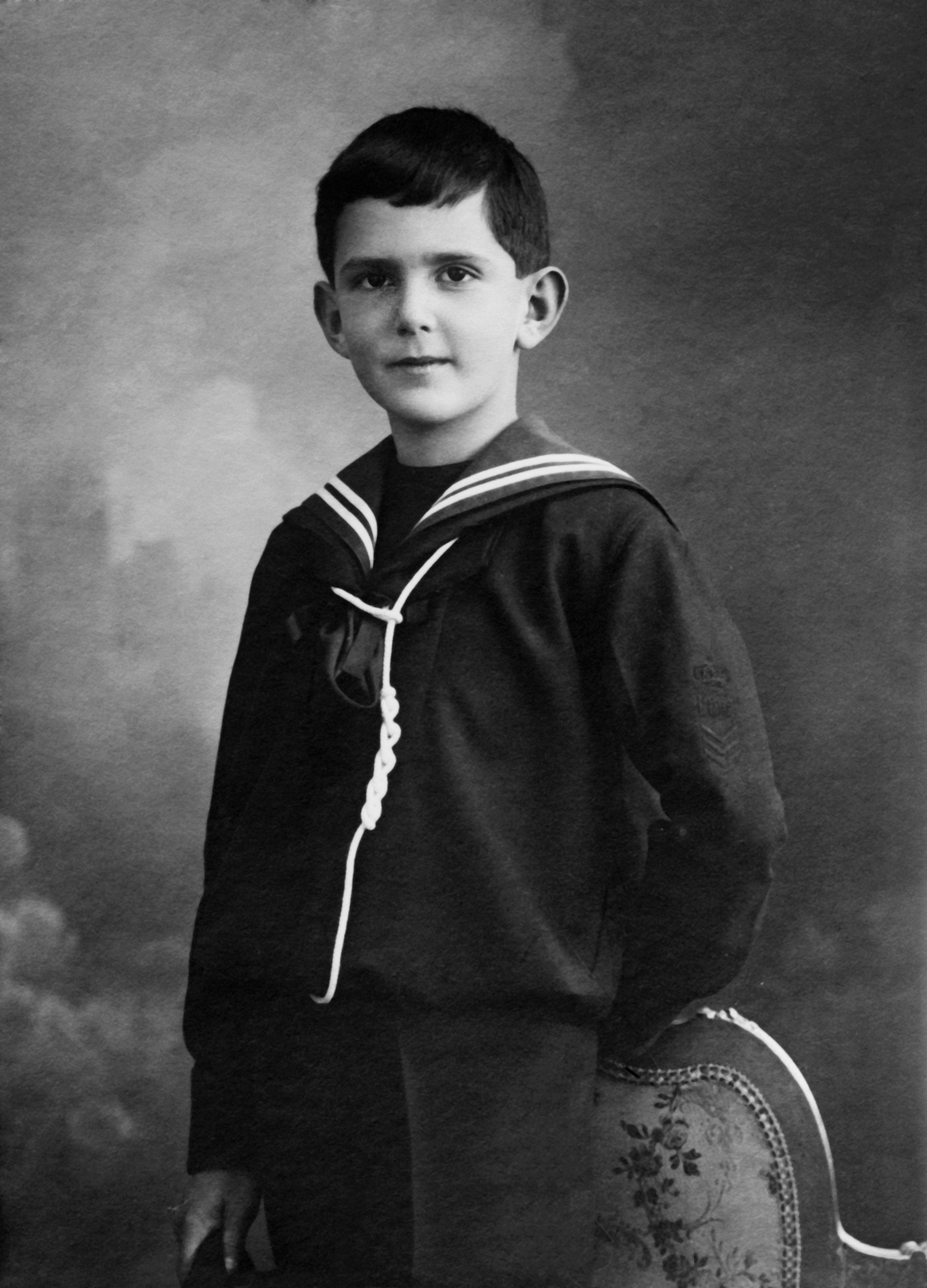
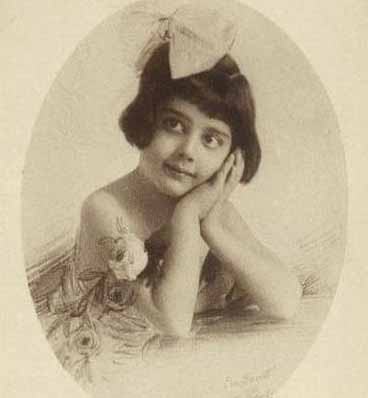
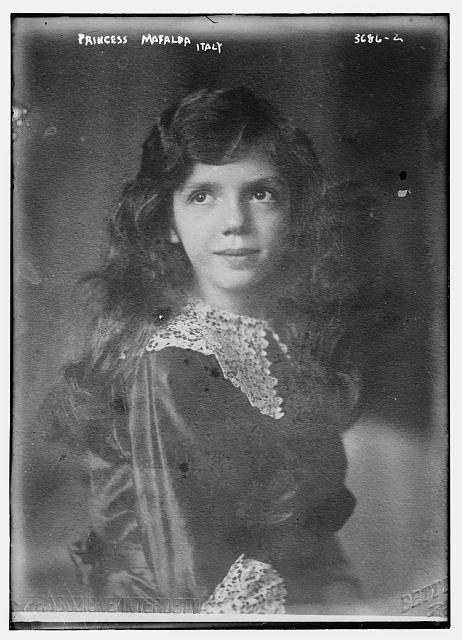

## روابط خارجية
- إلينا دل مونتينيغرو على موقع مونزينجر (الألمانية)